# Aeródromo La Obra
El Aeródromo La Obra (OACI: SCUM) es un terminal aéreo junto a la localidad de Cumpeo, Provincia de Talca, Región del Maule, Chile. Es de propiedad privada.